# Economía del deporte
La economía del deporte es el campo de estudio de la ciencia económica que estudia el deporte. Utilizando el análisis económico para "abordar cuestiones como la organización de las ligas, la fijación de precios, la publicidad y la retransmisión, así como el mercado laboral en el deporte".
Una de las características de la economía del deporte que la distinguen de otras ramas de la economía es que las empresas (bien sean los clubes en los deportes de equipo o los deportistas en el caso de los deportes individuales) necesitan de competencia (economía) para maximizar sus beneficios, no pudiendo aspirar a monopolizar el mercado. Esta y otras peculiaridades son las que han propiciado un lento pero continuo avance de la disciplina en los últimos años.
Desde la publicación del artículo que se considera pionero en la materia, un artículo de Simon Rottenberg de 1956 sobre el mercado de trabajo de los jugadores profesionales de béisbol, existe una creciente presencia de investigaciones académicas en este ámbito en departamentos de economía de universidades de todo el mundo.
Ello se ha traducido en la aparición de revistas académicas internacionales especializadas en economía del deporte o la gestión deportiva, tales como el Journal of Sports Economics, el International Journal of Sport Finance, el European Sport Management Quarterly o el Journal of Sport Management.

## Economía del deporte en España
Según un análisis bibliométrico de la producción científica sobre economía del deporte en España para la década 2002-2011, las principales instituciones del ranking son las siguientes:
- Universidad de Oviedo
- Universidad Pompeu Fabra
- Universidad de Valencia
- Universidad Internacional de Cataluña
- Universidad de Zaragoza